# Železniška proga Grodzisk Mazowiecki–Zawiercie
Železniška proga Grodzisk Mazowiecki–Zawiercie, tudi centralna železniška proga (poljsko Centralna Magistrala Kolejowa, CMK), je ena izmed železniških prog železniškega omrežja na Poljskem v dolžini 234 km. V seznamu poljskih železnic je označena s številko 4.
Je najhitrejša železniška proga na Poljskem. Na mnogih odsekih (v dolžini 134 km) znaša omejitev hitrosti za potniške vlake 200 km/h.

## Trasa
Železnica poteka čez mesta Grodzisk Mazowiecki, Opoczno, Włoszczowa in Zawiercie.

## Zgodovina
Zgrajena je bila v letih 1971–1977.
24. novembra 2013 je elektromotorna kompozicija ED 250 (Pendolino) dosegla hitrostni rekord na poljskih progah – 293 km/h.